# 阿拉貢 (新墨西哥州)
阿拉貢（英語：Aragon）是位於美國新墨西哥州卡特倫縣的普查規定居民點。

## 人口
根據2020年美國人口普查的數據，阿拉貢的面積為21.90平方千米，皆為陸地。當地共有人口76人，而人口密度為每平方千米3.47人。